# Кардан (лунный кратер)
Кратер Кардан (лат. Cardanus), не путать с кратером Картан (лат. Cartan) — крупный ударный кратер в западной части Океана Бурь на видимой стороне Луны. Название присвоено в честь итальянского математика, инженера, философа, медика и астролога Джероламо Кардано (1501—1576); утверждено Международным астрономическим союзом в 1935 г. Образование кратера относится к позднеимбрийскому периоду.

## Описание кратера

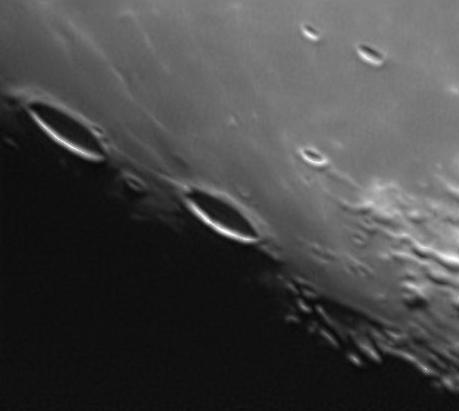
Кратеры Крафт и Кардан. Снимок Бернда Геркена.

Ближайшими соседями кратера являются кратер Васко да Гама на западе; кратер Крафт на севере; кратер Кавальери на юго-востоке; кратеры Глушко и Ольберс на юго-западе. На севере от кратера Кардан отходит цепочка кратеров Крафта, на юге находится борозда Кардана. Селенографические координаты центра кратера 13°16′ с. ш. 72°30′ з. д. / 13,27° с. ш. 72,5° з. д., диаметр 49,6 км, глубина 3,44 км.
Кратер имеет полигональную форму, умеренно разрушен. Вал с острой кромкой, внутренний склон вала террасовидной структуры. Высота вала над окружающей местностью достигает 1200 м [объем кратера составляет около 1 900 км 3. Дно чаши сравнительно ровное, за исключением пересеченной южной части. Имеется центральный пик с высотой около 680 м, несколько смещенный к северу от центра чаши.

## Сателлитные кратеры

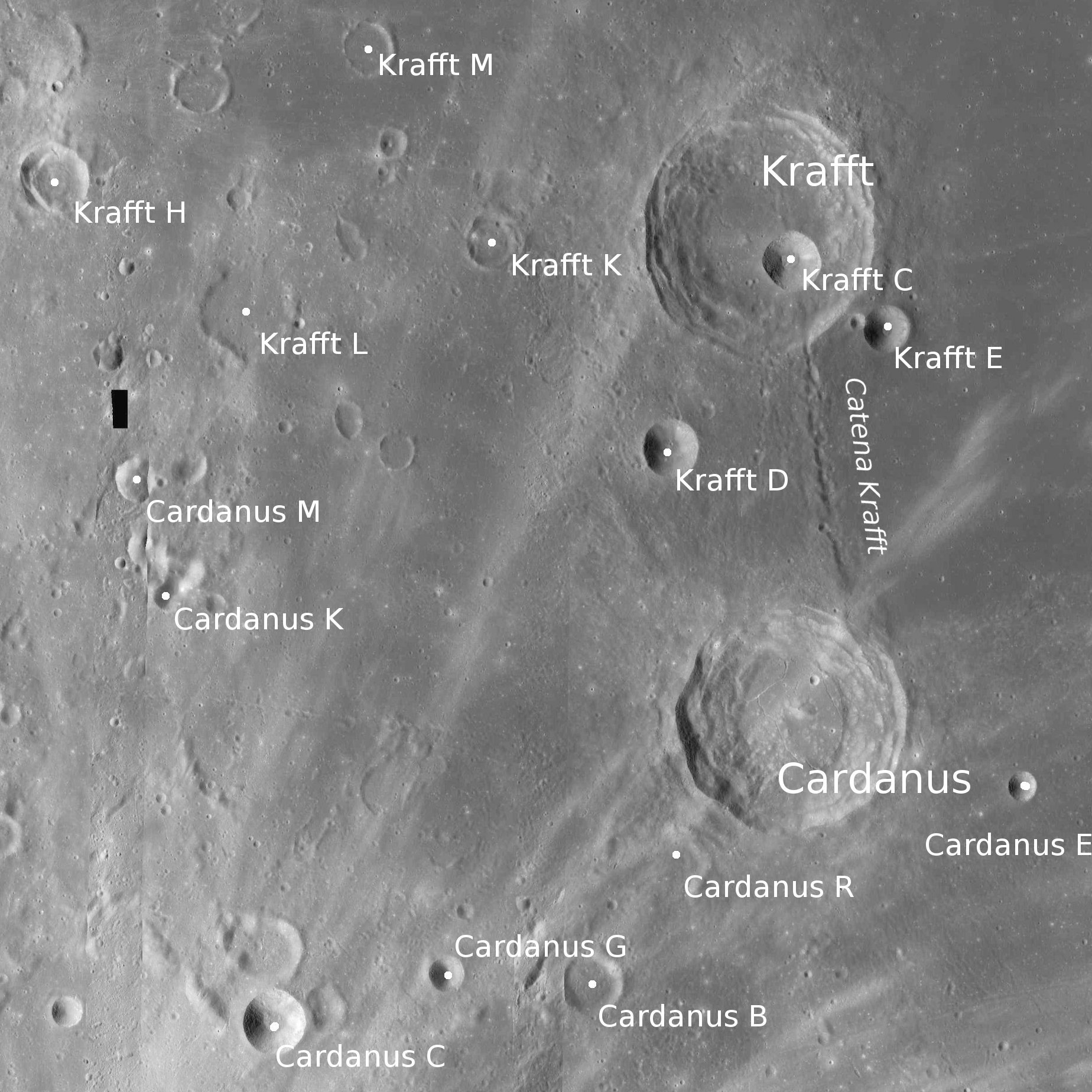
Снимок зонда Lunar Reconnaissance Orbiter.

| Кардан | Координаты                                            | Диаметр, км |
| ------ | ----------------------------------------------------- | ----------- |
| B      | 11°27′ с. ш. 73°58′ з. д. / 11,45° с. ш. 73,96° з. д. | 13,2        |
| C      | 11°11′ с. ш. 76°18′ з. д. / 11,18° с. ш. 76,3° з. д.  | 13,7        |
| E      | 12°48′ с. ш. 70°48′ з. д. / 12,8° с. ш. 70,8° з. д.   | 6,4         |
| G      | 11°31′ с. ш. 75°02′ з. д. / 11,51° с. ш. 75,04° з. д. | 7,6         |
| K      | 14°07′ с. ш. 77°02′ з. д. / 14,12° с. ш. 77,04° з. д. | 7,9         |
| M      | 14°54′ с. ш. 77°19′ з. д. / 14,9° с. ш. 77,31° з. д.  | 8,9         |
| R      | 12°15′ с. ш. 73°30′ з. д. / 12,25° с. ш. 73,5° з. д.  | 21          |

## См.также
- Список кратеров на Луне
- Лунный кратер
- Морфологический каталог кратеров Луны
- Планетная номенклатура
- Селенография
- Минералогия Луны
- Геология Луны
- Поздняя тяжёлая бомбардировка